# Mister Fear
Mister Fear è un personaggio dei fumetti, pubblicato dalla Marvel Comics. È avversario supercriminale di Devil e la sua peculiare caratteristica è l'uso di un gas che induce chiunque lo inali a provare terrore.
Nel corso degli anni quattro diversi uomini si sono fregiati di questo nome:
- Zoltan Drago, creato da Stan Lee (testi) e Wally Wood (disegni), la sua prima apparizione è in Daredevil (prima serie) n. 6 del febbraio 1965[1].
- Samuel "Starr" Saxon, creato da Stan Lee (testi) e Gene Colan (disegni), la sua seconda apparizione come Mister Fear avviene in Daredevil (prima serie) n. 54 del luglio 1969[2]. In seguito diverrà il personaggio noto come Machinesmith.
- Larry Cranston, creato da Gerry Conway (testi) e Gene Colan (disegni), la sua terza apparizione è in Daredevil (prima serie) n. 91 del luglio 1972[3]. È l'attuale Mister Fear.
- Alan Fagan, creato da Steven Grant (testi) e Carmine Infantino (disegni), la quarta apparizione è in Marvel Team-Up (prima serie) n. 92 dell'aprile 1980[4].

## Biografia

### Zoltan Drago
Zoltan Drago era il proprietario di un museo delle cere in gravi difficoltà finanziarie, che intendeva utilizzare le sue conoscenze nel campo della chimica per poter animare le sue statue e farne il suo personale esercito. L'esperimento non riuscì, ma Drago scoprì che il preparato chimico aveva la facoltà di terrorizzare chiunque lo inalasse.
Preparatosi un costume dall'aspetto spaventoso, assunse l'identità criminale di Mister Fear, accompagnato da due scagnozzi, il forzuto Bue e l'Anguilla. Le loro imprese criminali vennero fermate da Devil, che li fece imprigionare. Uscito di galera, Drago venne assassinato da Starr Saxon, che assunse la sua identità.

### Samuel "Starr" Saxon
Samuel era un genio della robotica, in grado di rivaleggiare in questo campo persino col Dottor Destino. Usò il suo genio per profitto personale, impiegando i suoi robot per i suoi crimini, uno dei quali venne impedito grazie all'intervento di Devil l'uomo senza paura.
Deciso a fargliela pagare, Saxon s'impossessò dell'attrezzatura dell'identità di un suo vecchio avversario, Mister Fear e si scontrò nuovamente con Devil, ma durante la loro lotta in cima ad un hovercraft Saxon precipitò, andando incontro alla morte.
Il suo corpo in fin di vita venne recuperato da alcuni suoi robot, che lo portarono nel suo laboratorio, inserendo la sua mente all'interno di un corpo robotico, trasformandolo in Machinesmith, che in seguito venne affiliato alla ciurma degli scheletri del Teschio rosso, scontrandosi spesso con Capitan America.

### Larry Cranston
Lawrence "Larry" Cranston era un compagno di Matt Murdock ai tempi della scuola di legge, che cominciò a nutrire un profondo odio per lui quando venne sconfitto in una simulazione di un processo. Qualche tempo dopo, cominciò a sospettare che dietro la maschera dell'uomo senza paura ci fosse proprio l'odiato Murdock; i suoi sospetti divennero una certezza quando Matt si trasferì a San Francisco e anche Devil venne avvistato nelle strade della città.
Fingendosi un parente di Saxon, Cranston ottenne un mandato del tribunale che gli affidò l'attrezzatura di Mister Fear, divenendo così il terzo ad indossarne il mantello.
Si trasferì a San Francisco e si affrontò Devil: lo scontro si concluse con il suo smascheramento e la sua apparente morte.
Nel periodo in cui fu creduto morto, suo nipote Alan Fagan gli subentrò come Mister Fear IV.
Cranston però non era morto, e di recente è tornato a tormentare Devil; con un nuovo e più potente veleno, ha indotto la moglie di Murdock, Milla Donovan, a commettere un omicidio in preda al panico, con conseguente arresto. Devil si è messo alla sua disperata ricerca, e quando riuscì a trovarlo, lo sconfisse e lo fece imprigionare; ma Craston è però riuscito nel suo intento di rovinargli la vita: Milla, pur scagionata dall'accusa di omicidio, è costretta a essere ricoverata in una clinica psichiatrica, in quanto non esiste antidoto per il nuovo veleno, in quanto Cranston ha ucciso il chimico che l'ha ideato. Matt è rimasto così solo in preda ai sensi di colpa, mentre Cranston in prigione si ritiene pienamente soddisfatto del proprio successo, e non tarderà molto a tornare per tormentare la via di Devil.

### Alan Fagan
Alan Fagan è nato a Madison (Wisconsin). Era il nipote del terzo Mister Fear, Larry Cranston; quando Larry è apparentemente morto, Alan è entrato in possesso del gas della paura delle altre attrezzature. Contrariamente ai suoi predecessori, Fagan è stato principalmente avversario dell'Uomo Ragno.
Fagan ha tentato di utilizzare il suo gas della paura come forma di ricatto, ma i suoi piani sono stati ostacolati da Spidey, con l'aiuto di Occhio di Falco. In carcere, Fagan venne brutalmente aggredito dagli uomini al servizio di sua figlia, Ariel Tremmore, che voleva dei campioni della sua pelle per trarne dei residui di gas che ha utilizzato per trasformare se stessa nella criminale Shock, l'amante della paura.
Quando Fagan recuperò da queste lesioni ricevette da parte di un intermedio di Latveria, al servizio della contessa Lucia von Bardas, un nuovo equipaggiamento. Le armi, tra cui un'armatura metallica somigliante al tradizionale costume da Mr Fear, è stato distrutto durante la guerra segreta contro Nick Fury e i suoi uomini.
In seguito, Fagan è stato nuovamente sconfitto da Spider-Man.

## Poteri e abilità
Mister Fear utilizza composti chimici sulla base dei feromoni, le sostanze chimiche prodotte dalla maggior parte degli animali, utilizzati per comunicare una serie di semplici messaggi su distanze. Il feromone particolare che egli utilizza stimola a temere le reazioni delle mandrie di animali.
Questo farmaco, su misura per gli esseri umani, le cui reazioni ai feromoni non sono completamente chiare, induce a provare grande ansia, paura e panico nelle sue vittime, rendendole incapaci di reagire. Il farmaco è comunemente utilizzato in forma di capsule di gas sparate da una pistola che si frantumano all'impatto, rilasciando il fumo, che viene inalato da parte della vittima. Il dosaggio contenuto in una capsula ha effetto su un normale maschio adulti per circa 15 minuti, nei casi di eccezionale forma fisica, come per Devil, per circa cinque minuti.
Il veleno può essere somministrato in altri modi: Fagan usava un ago ipodermico in miniatura montata sul suo anello per iniettare una grande dose di liquido direttamente nel suo sangue della vittima.
Piccole ma efficaci dosi di veleno può essere assorbito attraverso i pori della pelle all'interno di uno spazio chiuso, ma la breve durata degli effetti limita la sua utilità.

## Traduzione del nome in italiano
- In italiano il personaggio è presentato con il nome originale in inglese, è però anche un composto dei sostantivi Mister (Signore) e Fear (Paura), negli anni settanta l'Editoriale Corno nelle prime edizioni de L'Incredibile Devil in italiano scelse di ribattezzare il personaggio "Mister Terrore";
- La seconda versione del personaggio (il cui nome è Samuel Saxon), negli anni settanta l'Editoriale Corno nella seconda edizione de L'incredibile Devil scelse di ribattezzare il personaggio "Mr. Fear";
- Invece, per quanto riguarda la quarta versione del personaggio (il cui nome è Alan Fagan), negli anni duemila la Marvel Italia nelle prime edizioni di Devil & Capitan America: Doppia morte scelse di ribattezzare il personaggio "Seminatore di morte".